# Le Coup du parapluie
Le Coup du parapluie är en fransk komedifilm från 1980 i regi av Gérard Oury och i huvudrollen Pierre Richard och Valérie Mairesse.

## Rollista
- Pierre Richard ... Grégoire Lecomte
- Valérie Mairesse ... Sylvette, som kallas "Bunny"
- Christine Murillo ... Josyane Leblanc
- Gordon Mitchell ... Moskovitz
- Gérard Jugnot ... Frédo, impressarion till Grégoire
- Maurice Risch ... producenten till Paris Roger Mirmon
- Dominique Lavanant ... Mireille
- Axelle Abbadie ... Juliette
- Yaseen Khan ... Radj Kahn
- Didier Sauvegrain ... Stanislas Lefort, som kallas "la Folle"
- Mike Marshall ... läkaren
- Roger Carel ... Salvatore Bozzoni
- Vittorio Caprioli ... Don Barberini
- Gert Fröbe ... Otto Krampe, som kallas "la Baleine"
- Patrick Lecocq ... TV-journalist
- Robert Dalban ... regissören i café
- Béatrice Avoine ... skådespelarskan i café
- Jean-Jacques Moreau ... skådespelaren i café
- Léon Zitrone ... kommentatorn (röst)
- Philippe Bruneau ... Didier
- Marie-Pierre Casey ... lapplisa
- Didier Cherbuy ... servitören i restaurangen